# حق اولویت نخستین فرزند

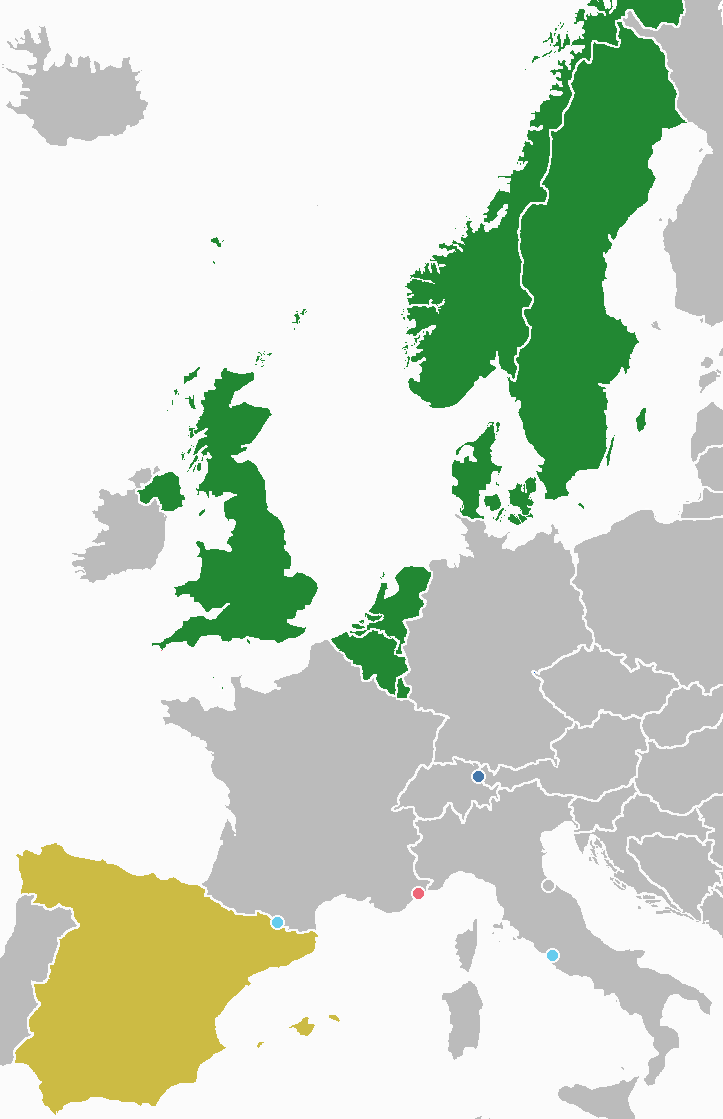
کشورهای پادشاهی اروپا بر حسب جانشینی
بدون ارجحیت جنسی
دارای حق‌ اولویت نخستین فرزند مذکر که قرار است ارجحیت جنس مذکر در آنها لغو شود
دارای حق‌ اولویت نخستین فرزند مذکر
حق‌ اولویت نخستین فرزند ولی منصوب از سوی پدر
انتخابی/انتصابی

حق اولویت نخستین فرزند حقی است که به وسیلهٔ قانون یا رسم به بزرگترین فرزند خانواده داده می‌شود که طبق آن این فرزند دارایی خانواده را به ارث می‌برد. در صورت نبود فرزندان دارایی به خویشاوندان نسبی درجه دو می‌رسد که معمولاً مذکر هستند و اولویت در آنها نیز بر پایهٔ مسن‌تر بودن است. بازماندگان فرزندان بزرگتر فوت شده بر فرزندان جوانتر زنده اولویت دارند و اولویت انتقال ارث به سمت ژرفای خانواده است. این اصل در تاریخ برای وراثت زمین و عنوان و سمت و به ویژه عنوان پادشاهی تا زمان برچیده شدن یا تغییر به کار برده می‌شده است.
در انواع گوناگون حق اولویت نخستین فرزند در جهان غرب پس از جنگ جهانی دوم و با تقویت فمینیسم ارجحیت جنس مذکر بر مونث از میان رفته است. بیشتر پادشاهی‌های اروپا از قبیل بلژیک، دانمارک، لوگزامبورگ، هلند، نروژ و سوئد ارجحیت جنسی را لغو کرده‌اند.